# 춘생문 사건
춘생문 사건(春生門 事件)은 1895년 11월 28일에 조선 경복궁 춘생문에서 발생한 친러파, 친미파, 개화파 대 친일파 간의 무력 충돌 사건이다. 1895년 을미사변 이후 친일세력에 의해 감금되다시피한 고종을 친미파 및 친러파, 개화파가 계파를 초월하여 협력, 왕궁 밖으로 탈출시키고자 시도했으나, 성공하지 못했다. 이 사건 관련자들은 대부분 처형당했으며 윤웅렬은 기적적으로 상하이로 도피한다.

## 춘생문의 위치
춘생문은 현재 청와대 춘추관의 위치, 즉 경복궁의 북동쪽 신무문 밖의 후원 동쪽의 문이었다.

## 사건의 전개
김홍집 내각의 반대파가 주동하고, 을미사변 때 외국공관으로 피신한 인사들, 그리고 언더우드, 에비슨, 헐버트 등 미국선교사, 또 주조선 미국 공사 알렌과 주조선 러시아 공사 웨베르 등도 직·간접적으로 관여하였다. 또한 경무사 윤웅렬 등도 여기에 협조하였다.
11월 28일 이도철과 이민굉은 동별궁에서 칙령을 칭해 남만리· 이규홍 양중대장에게 800병의 군사들을 따르게 하여 안국동을 경유하여 건춘문으로 문을 열고 궁으로 들어가고자 하였으나, 문을 열수가 없어 궁궐 담을 끼고 삼청동으로 올라가 북장문과 춘생문에서 담을 넘어 입궐을 기도하였다. 그러나, 중추원 의관 안경수가 변절하여 외부대신 김윤식에게 밀고하였고, 친위대대장 이진호도 서리군부대신 어윤중에게 밀고하여 궁은 숙위병에게 더 철저히 호위되어 성공하지 못했다.
어윤중도 현장에 나타나 동원된 군사들에게 중지를 설득하였다. 동원된 군사들은 모두 뿔뿔이 흩어지고 군사 수십명과 이도철이 체포되었다. 이로 인하여 핵심 주모자들은 역모죄로 목숨을 잃었다. 윤웅렬은 함경도의 북병영과 남병영의 병력들까지 동원했으나 사태가 실패하자 언더우드의 집에 피신하였다. 그 뒤로 변복하고 중국으로 도피 상하이(上海)로 건너갔다가 1896년에 조선의 인천항으로 귀국했다.

## 같이 보기
- 아관파천
- 갑신정변
- 이도철
- 윤웅렬
- 경복궁